# Myuchelys
Myuchelys – rodzaj żółwi z rodziny matamatowatych (Chelidae).

## Zasięg występowania
Rodzaj obejmuje gatunki występujące w Australii.

## Systematyka

### Etymologia
- Wollumbinia: Wollumbin, nazwa dla Mount Warning używana przez ludność Bundjalung zamieszkującą północno-wschodnią część Nowej Południowej Walii[4]. Gatunek typowy: Elseya latisternum J.E. Gray, 1867.
- Myuchelys: aborygeńska nazwa Myuna „czysta woda”; gr. χελυς khelus „żółw rzeczny”[2].
- Flaviemys: łac. flavus „żółty”; gr. εμυς emus, εμυδος emudos „żółw wodny”[5]. Gatunek typowy: Elseya purvisi Wells & Wellington, 1985.

### Podział systematyczny
Do rodzaju należą następujące gatunki:
- Myuchelys bellii (J.E. Gray, 1844)
- Myuchelys georgesi (Cann, 1997)
- Myuchelys latisternum (J.E. Gray, 1867)
- Myuchelys purvisi (Wells & Wellington, 1985)